# Desmodium alysicarpoides
Desmodium alysicarpoides är en ärtväxtart som beskrevs av M.S.Knaap-van Meeuwen. Desmodium alysicarpoides ingår i släktet Desmodium och familjen ärtväxter. Inga underarter finns listade i Catalogue of Life.